# 康生町
康生町（こうせいちょう）は、愛知県岡崎市の町名。丁番を持たない単独町名である。

## 地理
岡崎市の西部に位置し、中心街の一角に相応する。

### 河川
- 乙川（菅生川）
- 伊賀川

### 番地
| - 263 - 264 - 267 - 269 - 278 - 340 - 341 - 342 - 343 - 344 - 345 - 346 | - 347 - 348 - 349 - 483 - 485 - 486 - 487 - 515 - 561 - 562 - 563 - 564 | - 565 - 576 - 577 - 578 - 586 - 629 - 630 - 681 - 683 - 759 - 764 |

## 世帯数と人口
2019年（令和元年）5月1日現在の世帯数と人口は以下の通りである。
| 町丁   | 世帯数  | 人口  |
| ------ | ------- | ----- |
| 康生町 | 477世帯 | 964人 |

### 人口の変遷
国勢調査による人口の推移
| 1995年（平成7年）  | 601人 | [ 5 ] |  |
| 2000年（平成12年） | 712人 | [ 6 ] |  |
| 2005年（平成17年） | 872人 | [ 7 ] |  |
| 2010年（平成22年） | 868人 | [ 8 ] |  |
| 2015年（平成27年） | 879人 | [ 9 ] |  |

## 学区
市立小・中学校に通う場合、学区は以下の通りとなる。また、公立高等学校に通う場合の学区は以下の通りとなる。
| 番・番地等 | 小学校             | 中学校             | 高等学校 |
| ---------- | ------------------ | ------------------ | -------- |
| 全域       | 岡崎市立連尺小学校 | 岡崎市立城北中学校 | 三河学区 |

## 歴史
額田郡岡崎康生町を前身とする。江戸期は岡崎城郭内であった。

### 町名の由来
徳川家康生誕の地であることによる。

### 沿革
- 1889年（明治22年）10月1日 - 町村制施行に伴い、岡崎横町・岡崎亀井町・岡崎久右衛門町・岡崎魚町・岡崎康生町・岡崎材木町・岡崎十王町・岡崎松本町・岡崎上肴町・岡崎伝馬町・岡崎田町・岡崎唐沢町・岡崎島町・岡崎投町・岡崎能見町・岡崎八幡町・岡崎板屋町・岡崎福寿町・岡崎門前町・岡崎祐金町・岡崎裏町・岡崎両町・岡崎連尺町・岡崎六地蔵町・岡崎籠田町・菅生村・中村・梅園村・八帖村・六供村が合併し、大字康生となる[12][13]。
- 1916年（大正5年）7月1日 - 市制施行に伴い、岡崎市大字康生となる[14]。
- 1917年（大正6年）7月1日 - 康生町に改称[14]。
- 1957年（昭和32年）11月15日[15] - 一部が康生通西・康生通東・康生通南・本町通・連尺通・材木町・魚町・籠田町・唐沢町となる[12][14]。

## 交通
- 国道1号
  - 東海道（龍城通り）
- 岡崎市道伝馬町線
  - 西康生通り
- 伊賀川桜堤

## 施設
- 岡崎城公園
  - 岡崎城
  - 龍城神社
  - 三河武士のやかた家康館
- 第6号乙川河川緑地
- 康生町公民館
- 菅生神社
- 新田白山神社[16]
- 岡崎テニス協会
- 岡崎ニューグランドホテル

## ギャラリー

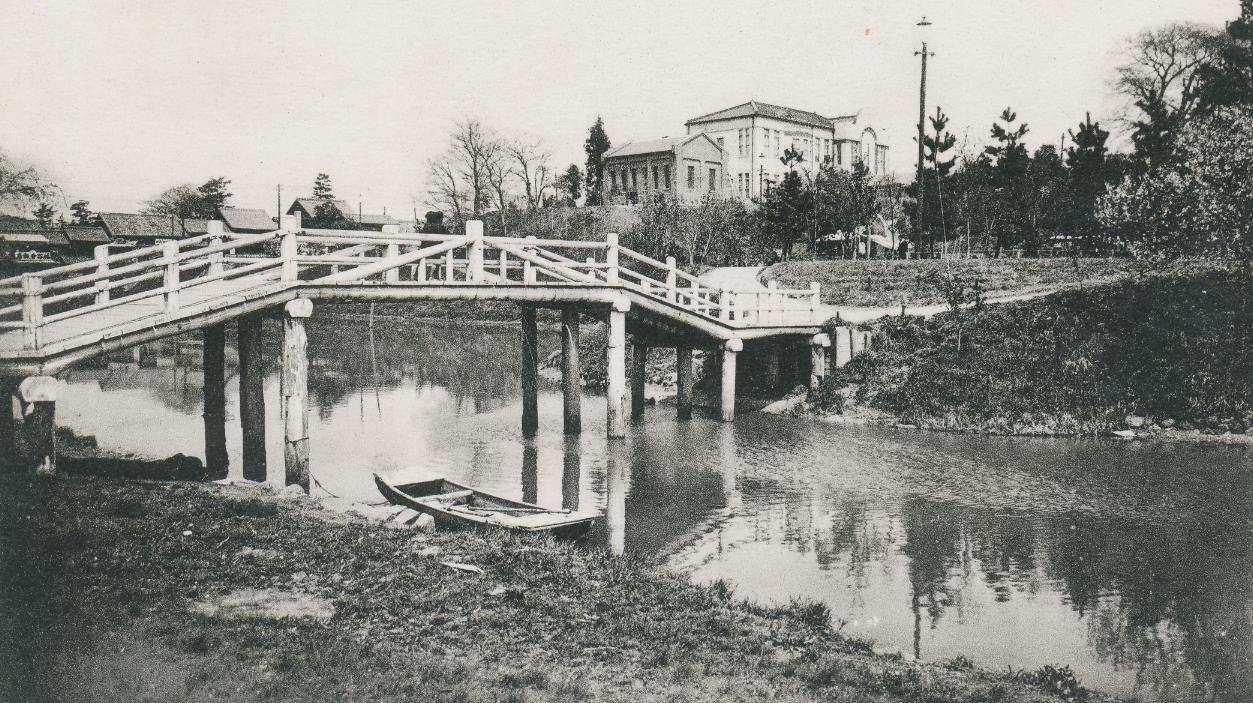
昭和初期の伊賀川、岡崎市立図書館
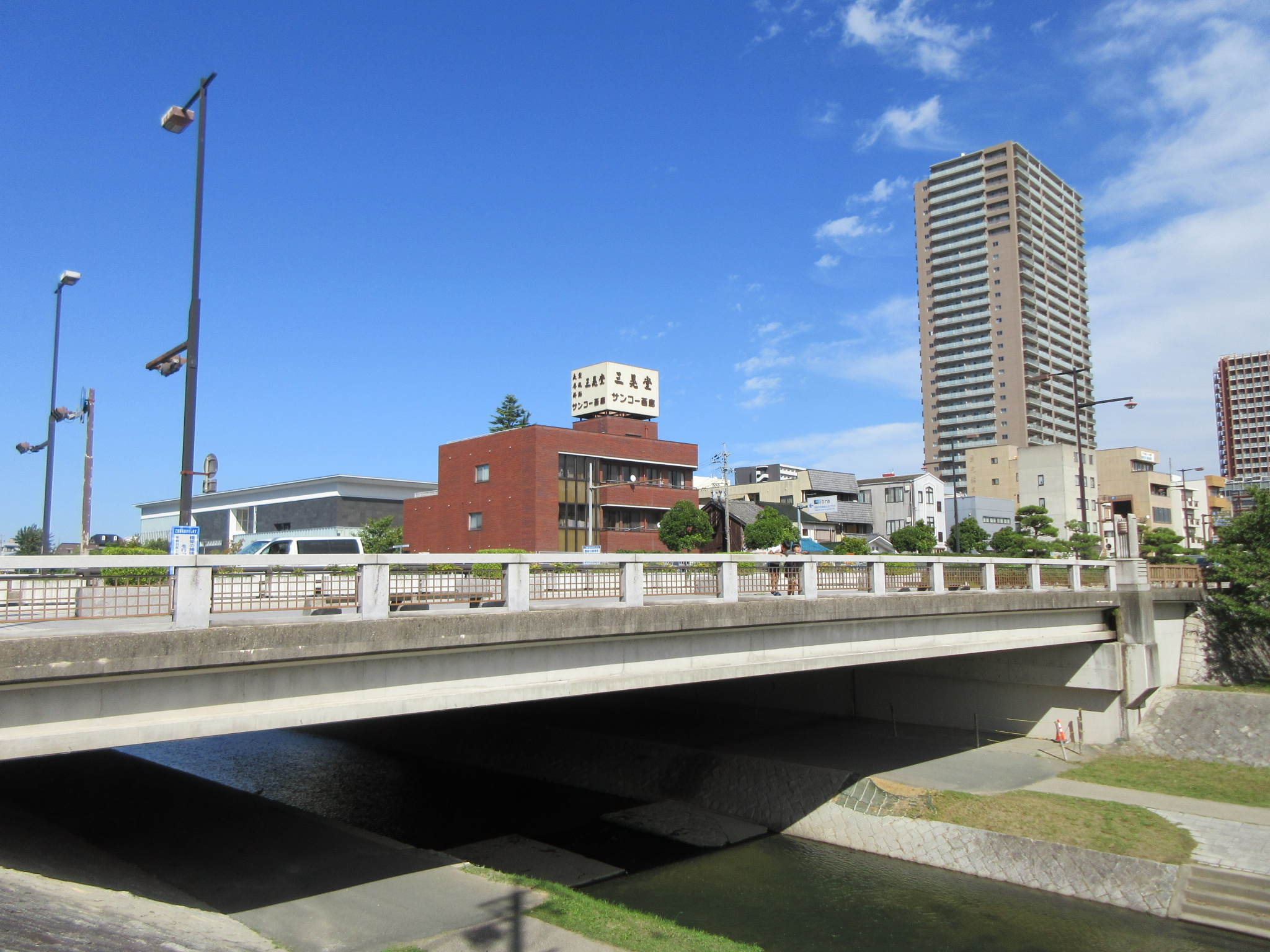
国道1号と龍城橋
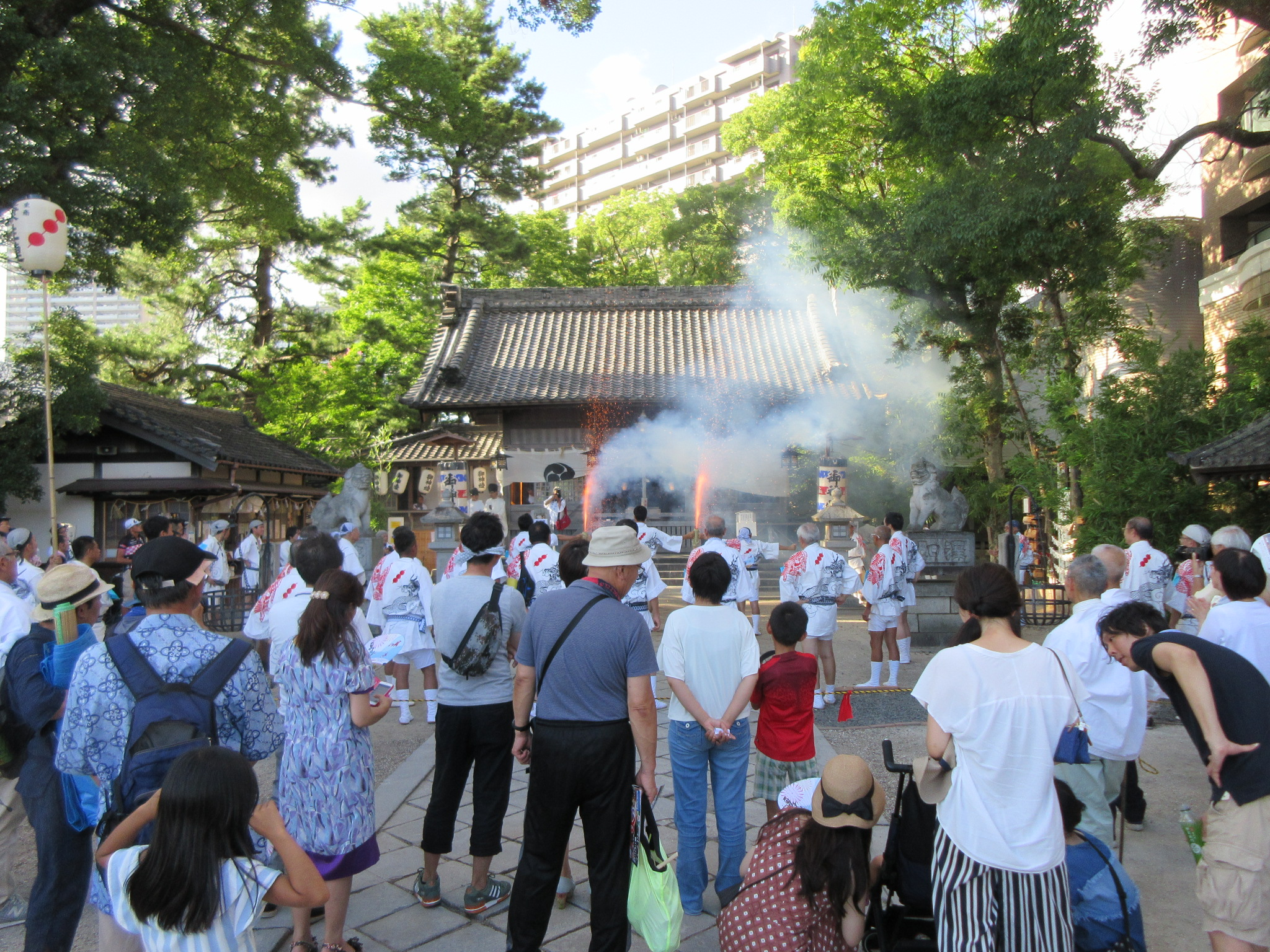
菅生神社
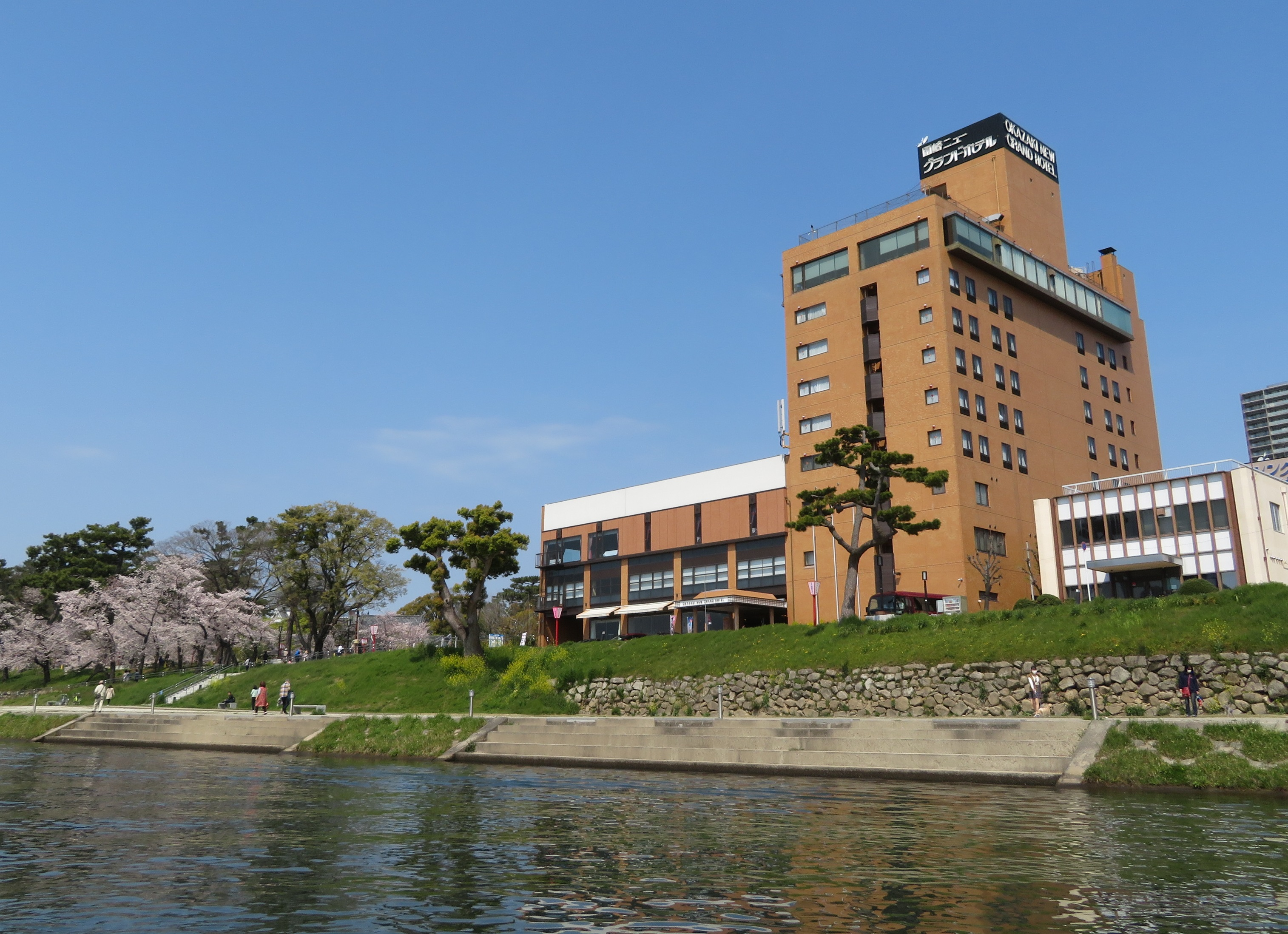
岡崎ニューグランドホテル
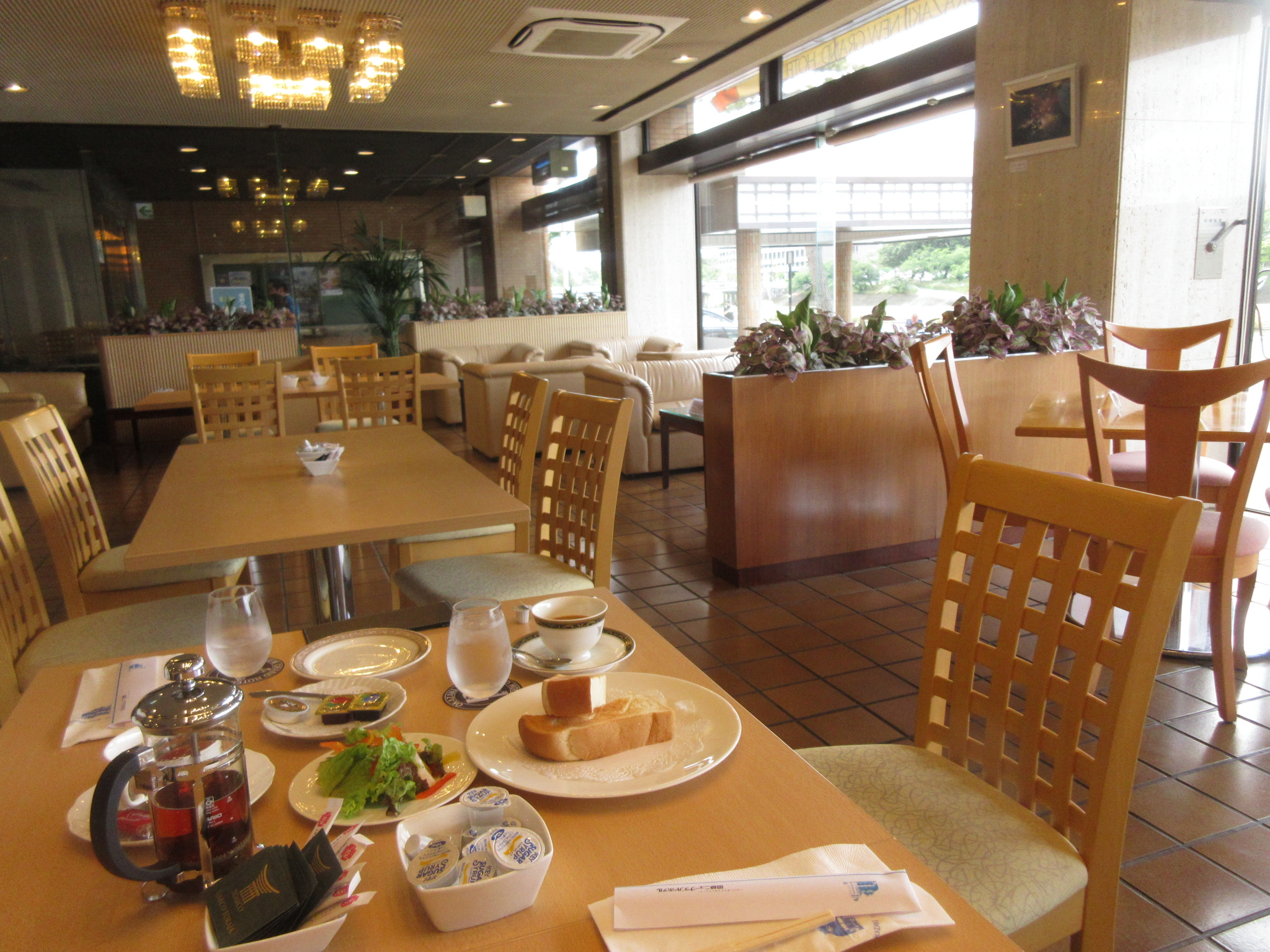
岡崎ニューグランドホテル
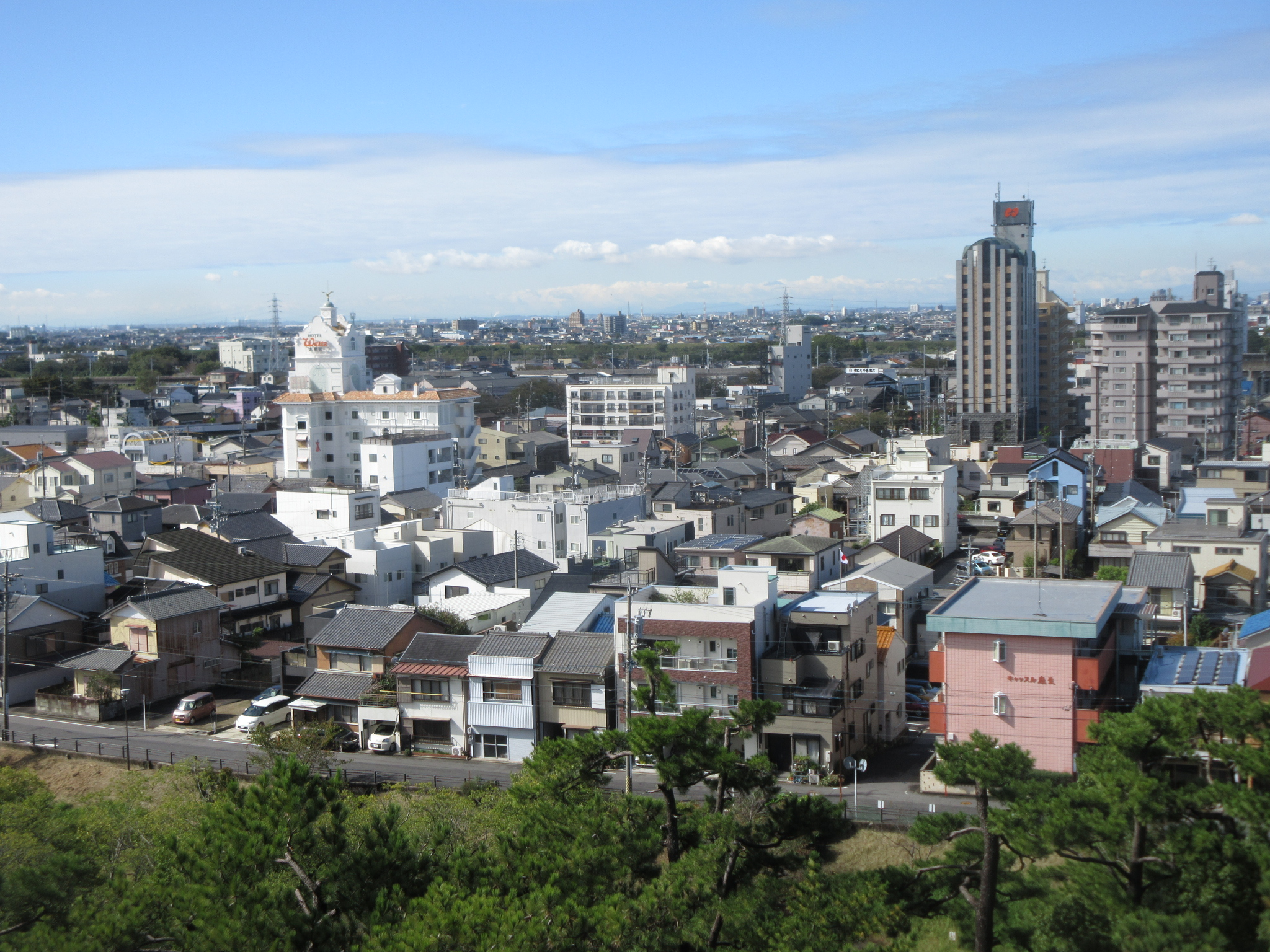
伊賀川の西側
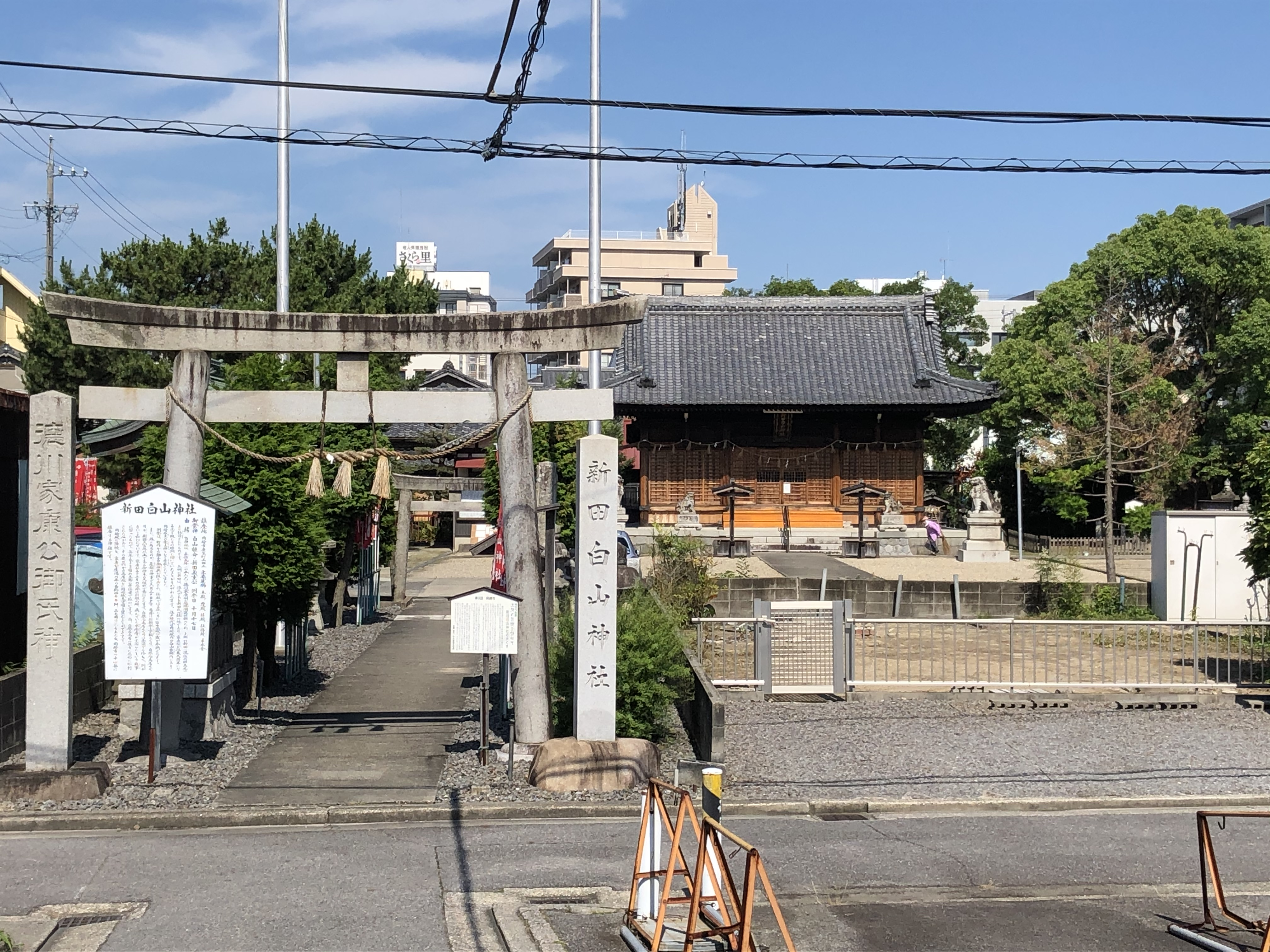
新田白山神社
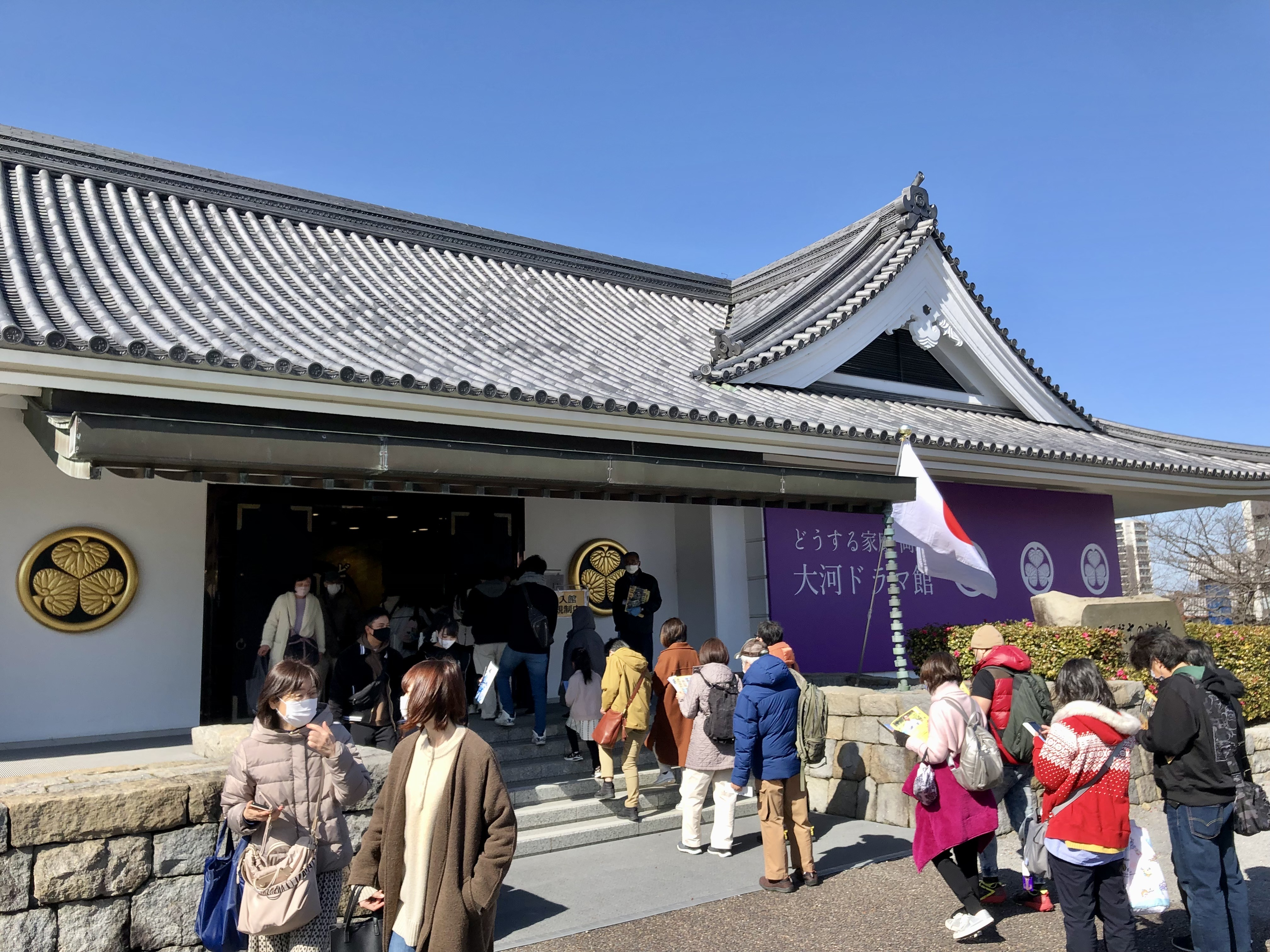
三河武士のやかた家康館
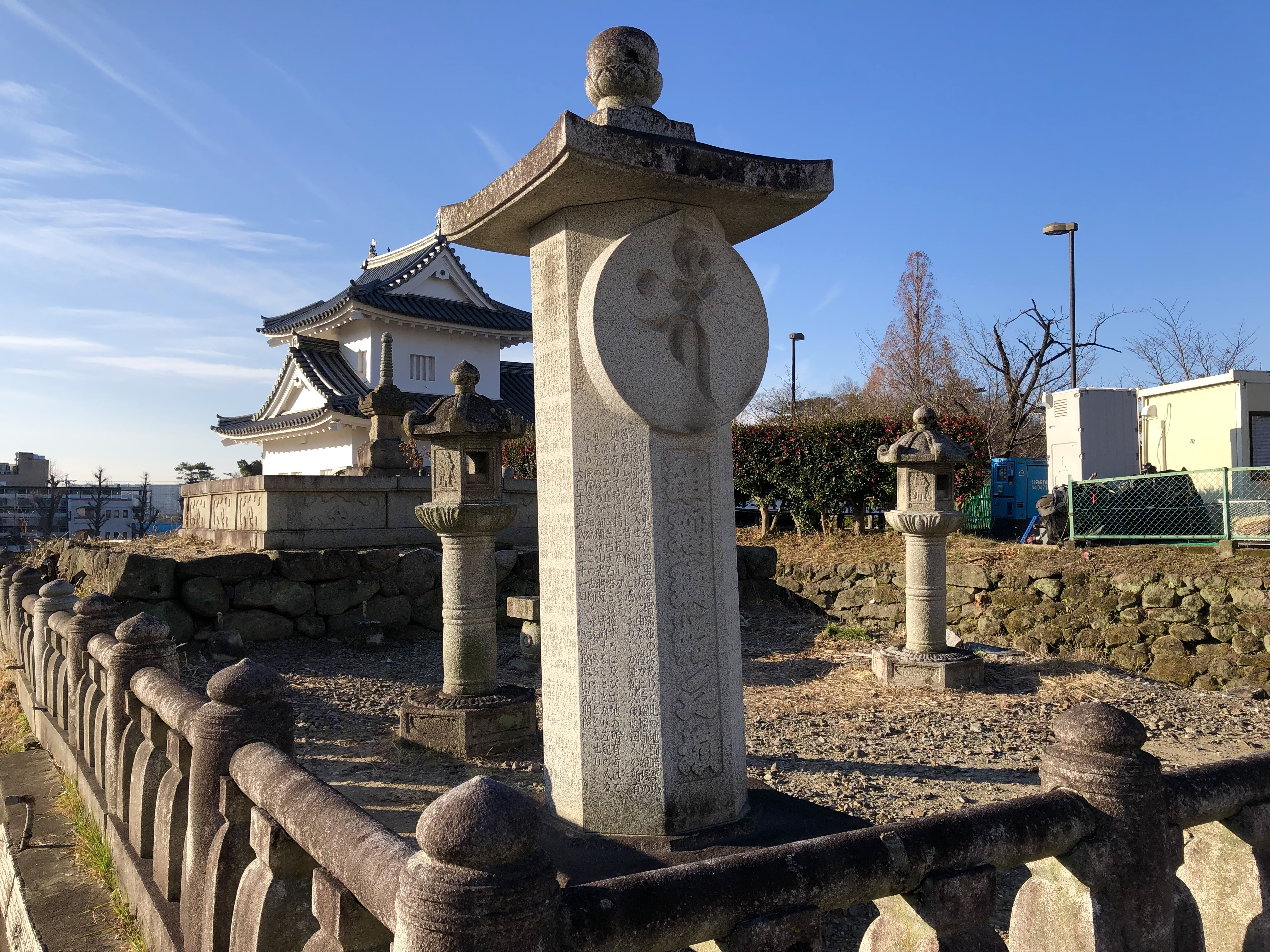
浄瑠璃姫の供養塔。国道1号の拡張工事の際に発見された[17]。

## その他

### 日本郵便
- 郵便番号 : 444-0052[3]（集配局：岡崎郵便局[18]）。

## 参考資料
- 「角川日本地名大辞典」編纂委員会 編『角川日本地名大辞典 23 愛知県』角川書店、1989年。
- 平凡社 編『日本歴史地名大系 23 愛知県の地名』1981年。
- 新編岡崎市史編さん委員会 編『新編岡崎市史 資料 現代 11』1983年。
- 新編岡崎市史編さん委員会 編『新編岡崎市史 総集編 20』1993年。